# Carl Adam von Mielecki
Carl Adam von Mielecki (* 1753 in Polen; † 1817) war ein preußischer Kammerherr und Landrat.

## Herkunft und Leben
Carl Adam von Mielecki war Kammerherr des Königs Stanislaus August. Um 1793 wurde er erster Landrat des Meseritzer Kreises. Das Amt als Landrat übte er bis zu seinem Tod im Jahr 1817 aus.

## Persönliches
Carl Adam von Mielecki war Ritter des Stanislaus-Ordens. Er war mit Karoline, geb. von Bojanowska aus Bojanowa, Witwe des Kammerherrn von Unruh, verheiratet. Die einzige Tochter Alexandrine war mit Peter von Zychlinski zu Striehlau verheiratet.